# Саут-Солон (Огайо)
Саут-Солон (англ. South Solon) — селище (англ. village) в США, в окрузі Медісон штату Огайо. Населення — 329 осіб (2020).

## Географія
Саут-Солон розташований за координатами 39°44′14″ пн. ш. 83°36′46″ зх. д. / 39.73722° пн. ш. 83.61278° зх. д. (39.737280, -83.612665).  За даними Бюро перепису населення США в 2010 році селище мало площу 0,65 км², уся площа — суходіл.

## Демографія
Згідно з переписом 2010 року, у селищі мешкало 355 осіб у 123 домогосподарствах у складі 94 родин. Густота населення становила 547 осіб/км².  Було 145 помешкань (223/км²).
Расовий склад населення:
| - 96,9 % — білих - 0,3 % — корінних американців - 0,3 % — чорних або афроамериканців |

До двох чи більше рас належало 2,5 %. Частка іспаномовних становила 2,5 % від усіх жителів.
За віковим діапазоном населення розподілялося таким чином: 24,5 % — особи молодші 18 років, 64,2 % — особи у віці 18—64 років, 11,3 % — особи у віці 65 років та старші. Медіана віку мешканця становила 37,5 року. На 100 осіб жіночої статі у селищі припадало 102,9 чоловіків;  на 100 жінок у віці від 18 років та старших — 111,0 чоловіків також старших 18 років.
Середній дохід на одне домашнє господарство  становив 48 027 доларів США (медіана — 45 000), а середній дохід на одну сім'ю — 54 240 доларів (медіана — 48 571). За межею бідності перебувало 15,5 % осіб, у тому числі 16,7 % дітей у віці до 18 років та 5,1 % осіб у віці 65 років та старших.
Цивільне працевлаштоване населення становило 146 осіб. Основні галузі зайнятості: виробництво — 24,7 %, транспорт — 19,2 %, освіта, охорона здоров'я та соціальна допомога — 17,8 %.